# لاله
گل لاله سرده‌ای از تیرهٔ سوسنیان است که در حدود ۱۰۰ تا ۱۵۰ گونه دارد. محل اصلی رویش لالهٔ خودرو آسیای مرکزی در نظر گرفته می‌شود. این گل در ایران، افغانستان، ترکیه، قسمتی از غرب سوریه، سواحل دریاچه آرال، دریاچه خزر و دریای سیاه، یونان، ایتالیا، اسپانیا و سواحل دریای مدیترانه در شمال آفریقا به‌صورت خودرو یافت می‌شود. در بین کشورهای خاورمیانه لاله در فرهنگ دو کشور ایران و ترکیه نفوذ عمیقی دارد. در ایران وجود ۱۹ گونه از گونه‌های مختلف لاله گزارش شده‌است. از لحاظ گیاه‌شناسی لاله به دو گروه بزرگ پرورشی و خودرو تقسیم می‌شود. لاله‌های پرورشی دارای گل‌های بزرگ، جام‌های گل بزرگ‌تر و تنوع رنگی بیشتری نسبت به گل‌های خودرو هستند. لاله‌ها به‌طور کلی در چهار طبقهٔ کلی زود گل‌دهنده، میان‌رس، دیر گل‌دهنده و گونه‌های دیگر قرار می‌گیرند. از سال ۱۹۸۱ تقسیم‌بندی گل‌های لاله توسط انجمن سلطنتی پیاز لاله هلند آغاز شد و لاله‌ها بر اساس شکل گیاه، نوع و زمان باز شدن گل به ۱۵ گروه تقسیم شدند. از طریق درآوردن پیازِ بوتهٔ اصلی از خاک و جدا کردن پیازچه‌های نوچهٔ اطراف پیاز مادری و کاشت بذر کاملاً تازه، ارقام جدید تکثیر و ازدیاد می‌شوند. در حال حاضر از نظر تولید و صادرات پیاز و گل شاخه‌ای لاله، هلند در جایگاه نخست در بین کشورهای جهان جای دارد. لاله گل ملی کشورهای ایران، افغانستان، ترکیه، هلند، مجارستان و بلژیک به‌شمار می‌آید.

## نام
نام «گل لاله» از کلمه لال یا همان کلمه لعل از زبان سانسکریت به معنی «قرمز» گرفته شده‌است. واژهٔ لاله امروزه به گل‌های پیازداری گفته می‌شود که نام علمی آنها تولیپاست. لاله‌ها از راستهٔ سوسن‌سانان و تیرهٔ سوسنیان هستند که کاسه و جام آنها تشکیل جام کاملی می‌دهد. شک نیست که واژهٔ لاله به لال که به معنی «سرخ» است وابسته‌است و گلی که لاله خوانده شده به مناسبت همین رنگ است.
گل لاله در زبان‌های اروپایی Tulip و Tulpe تولیپه نام دارد که به واسطهٔ شباهت این گل با عمامه از واژهٔ «تولبند» به معنی «عمامه» گرفته شده‌است. احتمالاً مترجم ترکی در هنگام معرفی این گل به اروپائیان و در وصف آن این واژه را به زبان رانده و آن را در بزرگی و شکل به عمامه تشبیه کرده‌است. در مورد فارسی بودن این واژه بین پژوهش‌گران توافق وجود دارد. در مقدمة الادب زمخشری که واژه‌نامهٔ عربی به فارسی‌است، عمامه به فارسی «دُلبند» ترجمه شده‌است و ریشهٔ واژهٔ «تولبند» نهایتاً همان دُلبند (Dolband) فارسی‌است که از فارسی به ترکی رفته و تلفظ آن به «تولبند» تبدیل شده‌است. به‌هرحال این گیاه با نام تولیپه از ترکیه به اروپا رفت و در آنجا به همین نام مشهور شد اما خود ترکان مانند ایرانیان این گل را در همان زمان لاله می‌نامیدند.

## لاله در منابع قدیم
علیرغم اینکه این گل به‌طور طبیعی در دشت‌ها و کوهستان‌های ایران می‌روید ولی مردم با گفتن «گل لاله» در واقع گل شقایق در ذهنشان نقش می‌بندد. لاله از رستنی‌هایی است که در سخن از آن بناچار پای چند رستنی دیگر به میان می‌آید. در برخی منابع لاله، شقایق، لالهٔ واژگون، آلاله، شقایق نعمانی و شنبلید به اشتباه یک گیاه پنداشته شده‌اند. در منابع قدیمی گاهی میان لاله و شقایق نعمانی تفاوت قایل شده‌اند و گاهی هم این نوع گیاه نوعی لاله دانسته شده‌است و نه اسم مطلق آن. زکریا قزوینی در عجایب المخلوقات می‌گوید که شقایق‌النعمان نامی است که پادشاه حیره نعمان بن منذر بدین گل که به فارسی گل لاله (tulipe) نامیده می‌شود، داده‌است.
طبق تحقیق کازیمیرسکی نزد ایرانیان هر گل که گلبرگ‌های آن به رنگ خون و وسط آن سیاه باشد بنام لاله یا شقایق خوانده می‌شده‌است ولی غالباً tulipe را شقایق نعمانی نامیده‌اند. سه گل لاله، شقایق و شقایق نعمانی گیاهان کاملاً متفاوتی هستند اما گونه‌هایی از این سه گیاه که دارای گل‌هایی قرمز رنگ همراه با لکه‌ای سیاه در مرکز گل هستند بسیار به یکدیگر شباهت دارند. مترجمان اروپایی شعرای شرقی شقایق نعمانی را anemone (آنه‌مون) ترجمه کرده‌اند و یکی دانستن این گیاه با شقایق و همچنین لاله خطاست، زیرا شقایق (نام علمی: Papaver)، متعلق به تیرهٔ کوکناریان یا شقایقیان (نام علمی: papaverces) است در صورتی که شقایق نعمانی به تیرهٔ آلاله (نام علمی: Ranunculus) تعلق دارد.

## خصوصیات
لاله گیاهی است از تیرهٔ سوسنیان که دارای پیاز است و برگ‌هایش طویل و ساقهٔ گل‌دهنده از وسط برگ‌ها خارج می‌شود. گل آن که در انتهای ساقه قرار دارد معمولاً منفرد است ولی ممکن است معدودی از گونه‌ها ۲ تا چندین گل نیز داشته باشد. محل اصلی رویش لالهٔ خودرو از کوه‌های پامیر تا کوه تیان شان در آسیای مرکزی در نظر گرفته می‌شود همچنین این گل در افغانستان، ترکیه، ایران، قسمتی از غرب سوریه، سواحل دریاچه آرال، دریاچه خزر و دریای سیاه، یونان، ایتالیا، اسپانیا و سواحل دریای مدیترانه در شمال آفریقا به‌صورت خودرو یافت می‌شود. در حال حاضر هزاران نوع لاله با رنگ‌های متفاوت وجود دارد. جوره‌های قدیمی لاله از ترکیب دو گونهٔ لالهٔ باغچه‌ای و لالهٔ ارمنی مشتق شده‌اند و والدین جوره‌های جدیدتر اغلب سه گونهٔ لالهٔ شنل‌قرمزی، لالهٔ امپراتور و لالهٔ نیلوفرآبی هستند. گل لاله تنها در ۲ ماه در سال شکوفا می‌شود و زمان گلدهی از اواخر اسفند در انواع زود گل‌دهنده تا اواخر اردیبهشت در انواع دیر گل‌دهنده محدود می‌شود.

### اجزای گیاه

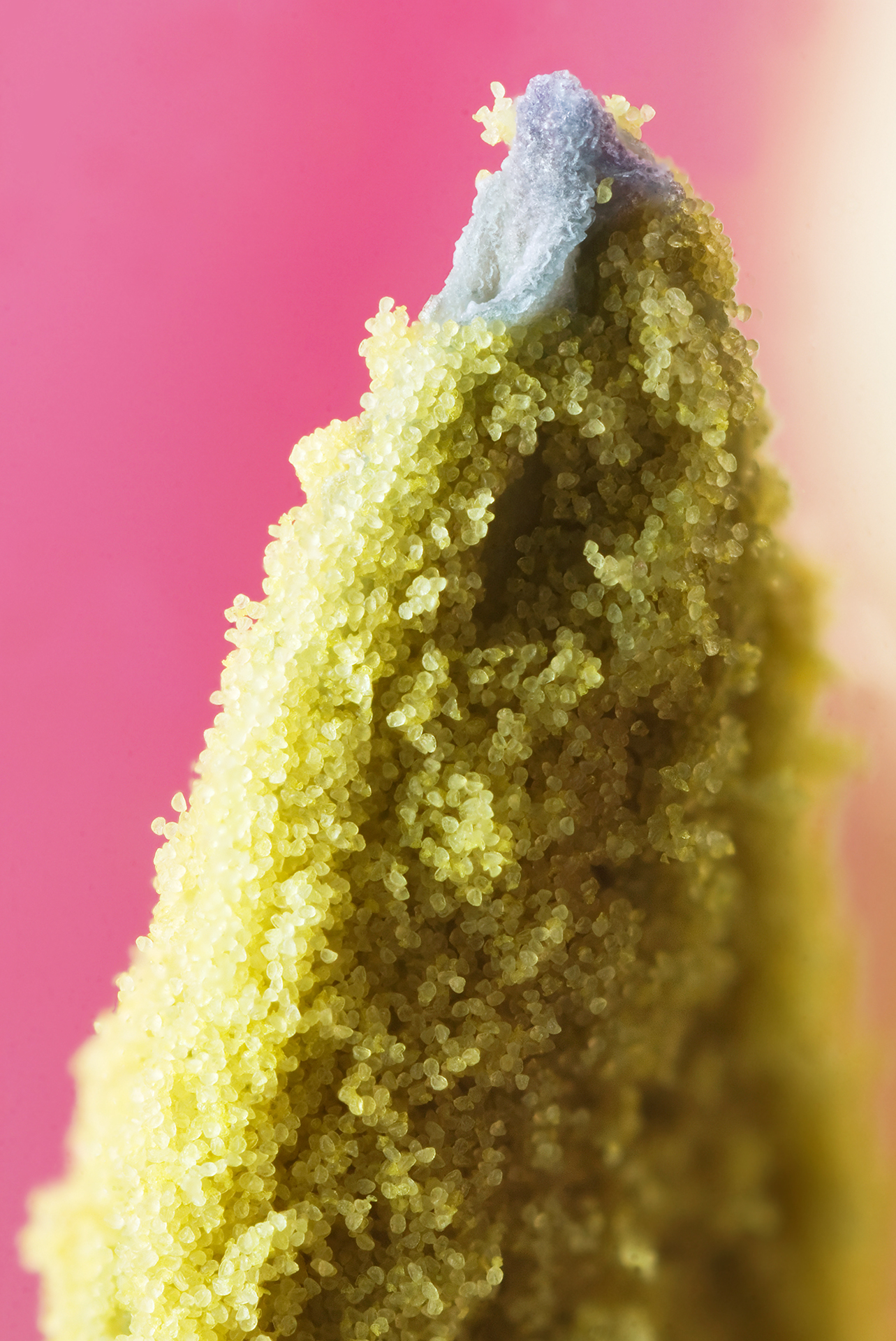
گرده‌های چسبیده به انتهای پرچم

به‌طور کلی یک گیاه لاله دارای اجزای زیر است:
- پیاز: در زیر سطح خاک قرار دارد و تنها قسمتی از گیاه‌است که در شرایطی نامساعد از قبیل تابستان‌های گرم و زمستان‌های سرد نیز به زندگی ادامه می‌دهد. قسمت کلی پیاز از برگ‌های رشد نیافتهٔ ضخیم و کم رنگ به‌صورت لایه‌های مطبق بنام فلس تشکیل یافته که آب و غذا در این فلس‌ها ذخیره می‌گردد. یکی از ویژگی‌های مهم طبقه‌بندی سردهٔ لاله، سطح خارجی پیاز آنست که از چندین لایه بنام پوشینه به رنگ قهوه‌ای تیره پوشیده شده و در قسمت داخلی اغلب نمدی شکل است. جوانه‌ای که در فصل پائیز درون پیاز این گیاه دیده می‌شود، نمایانگر تمام اجزاء گلی است که در فصل بهار ظاهر می‌گردد.[۱۳]
- ساقه: گیاه کامل لاله به یک و گاهی به چندین گل ختم می‌شود که در طول آن برگ‌هایی نیز به صورت پراکنده قرار دارند.
- برگ: به رنگ سبز مایل به خاکستری تا سبز مایل به قرمز است.
- پرچم‌ها: اندام‌های نر گل هستند. در داخل گل ۶ پرچم وجود دارد که هر کدام دارای یک میلهٔ بلند و نازک منتهی به یک بساک بوده و بساک تولید کنندهٔ دانه‌های گرده به صورت پودر می‌باشد.

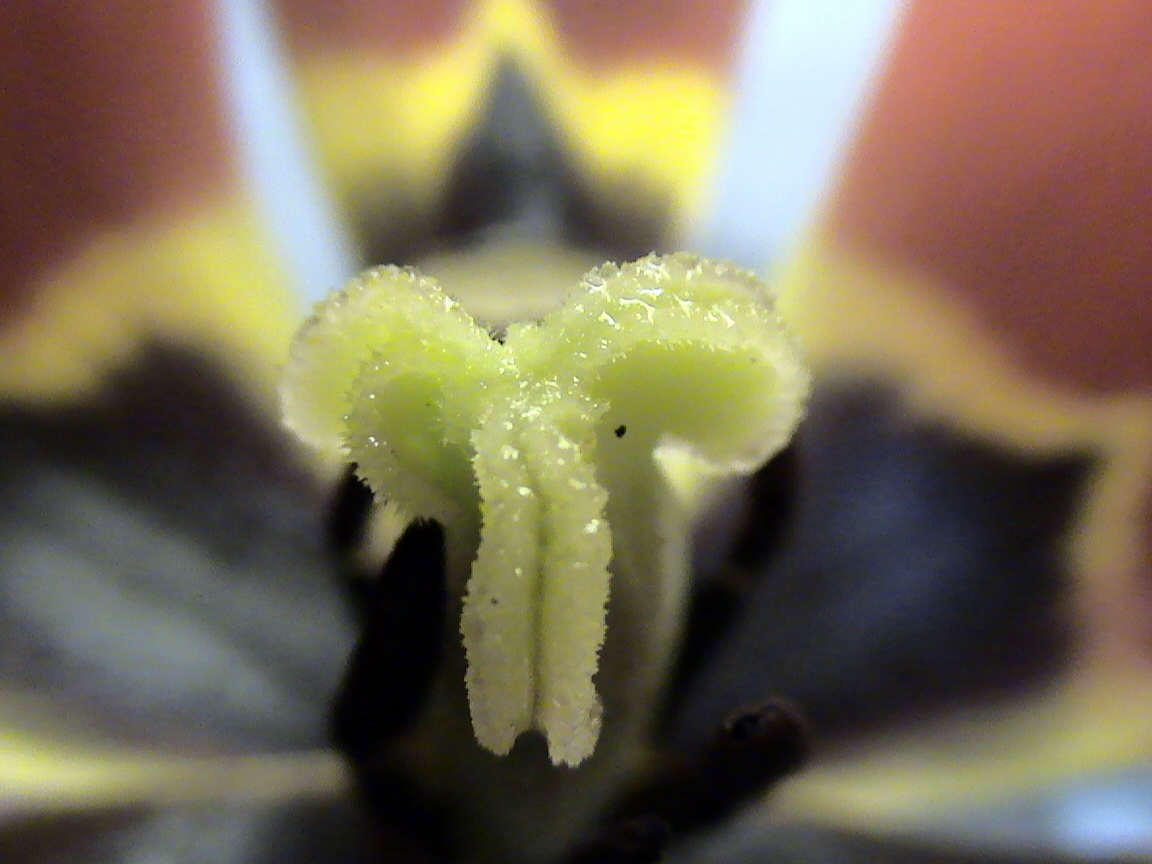
کلالهٔ سه قسمتی در درون گل لاله

- تخمدان: محتوی تخمک‌هاست که توسط پوشش احاطه شده‌است و بعد از لقاح به صورت بذر رشد می‌یابد. در مرکز گل لاله یک تخمدان بطری شکل، سه حجره‌ای وجود دارد که هر حجره شامل تعداد زیادی تخمک است. در بالای تخمدان نیز یک کلالهٔ سه قسمتی قرار گرفته که دانه‌های گرده به آن می‌چسبند. البته در اکثر گیاهان به جز گیاه لاله یک خامهٔ میانی بلند نیز بین تخمدان و کلاله قرار می‌گیرد. سلول‌های نر که از دانه‌های گرده به‌وجود می‌آیند، تخمک‌ها را بارور نموده و تخمک‌های بارور تبدیل به دانه می‌گردند در همین زمان بارور شدن و تبدیل تخمک‌ها به دانه‌است که تخمدان نیز تبدیل به میوه شده و به تدریج جداره‌های آن خشک و سخت می‌شود. این چنین میوه‌ای را کپسول می‌نامند و هنگامی‌که دانه‌ها رسیدند، این کپسول از بالا به وسیله سه شکاف بازمی‌گردد.[۱۴] در بعضی از لاله‌ها پرچم کرک‌دار و در برخی دیگر بدون کرک است.[۱۵]
- گلپوش: همهٔ گل‌های خودروی لاله دارای ۳ گلبرگ و ۳ کاسبرگ رنگین به شکل گلبرگ‌های هستند. گلپوش گیاه اندام‌های نر و مادهٔ گل را احاطه نموده و از شش قطعهٔ آزاد کامل شامل سه قطعه خارجی و سه قطعه داخلی کم و بیش شبیه هم تشکیل یافته‌است.[۱۳] قطر گل در انواع مختلف با یکدیگر تفاوت دارد. در دورگهٔ داروین هنگامی‌که گل به‌طور کامل باز می‌شود. قطر آن حتی به ۱۵ سانتیمتر هم می‌رسد.[۱۶]

### ظاهر
تنوع رنگ گل در لاله به حدی است که می‌توان گفت به جز رنگ قهوه‌ای تمامی رنگ‌ها را دارا است. در اکثر موارد انواع چندهزار گانهٔ لاله تنها بر اساس تفاوت رنگ از یکدیگر مجزا شده‌اند. به‌طور کلی این گل به ۷ گروه رنگی سفید، زرد، نارنجی، قرمز، صورتی، بنفش و سبز تقسیم می‌شود که در هر گروه نیز به غیر از تفاوت در درجهٔ رنگ در شکل رنگ‌آمیزی نیز مانند دورنگ بودن، حاشیه‌دار بودن و وجود رگهٔ رنگی در درون گلبرگ با یکدیگر تفاوت دارند. طول گیاه در بیشتر انواع خودرو کمتر از ۲۰ سانتیمتر است. جام گل از نظر ظاهری به گروه‌های زیر تقسیم می‌شود:

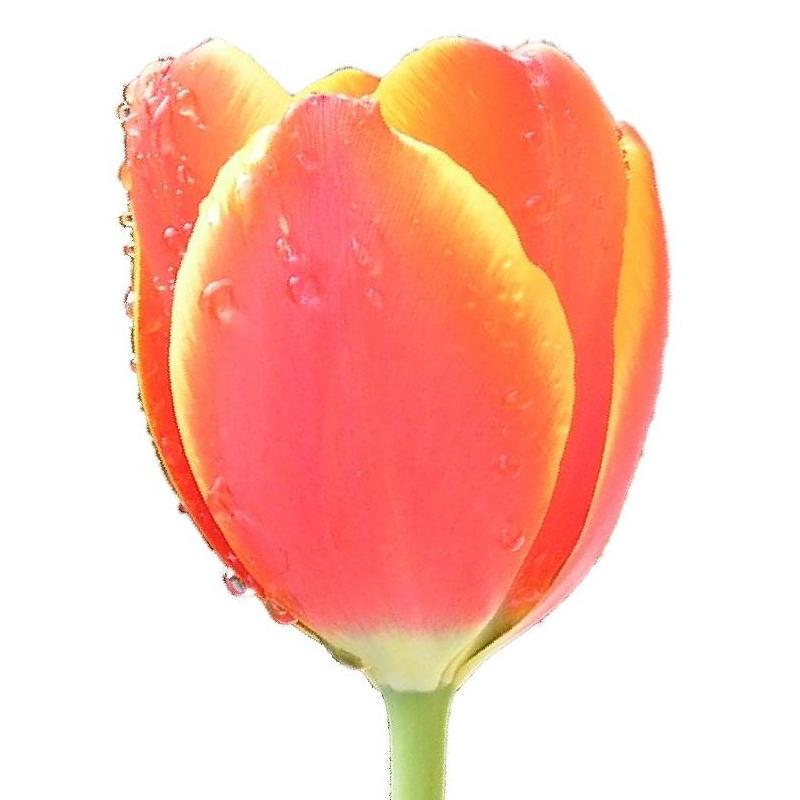
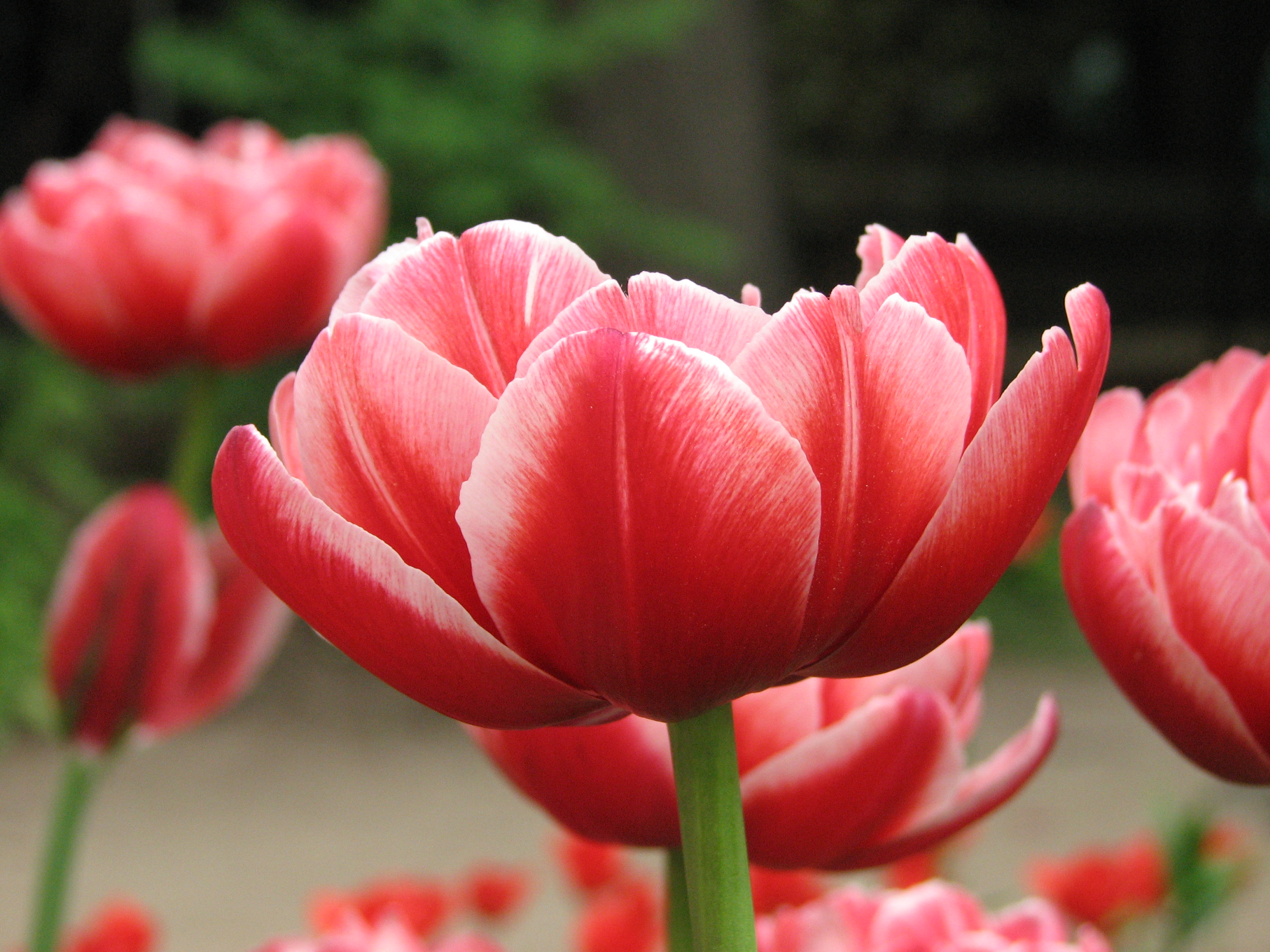
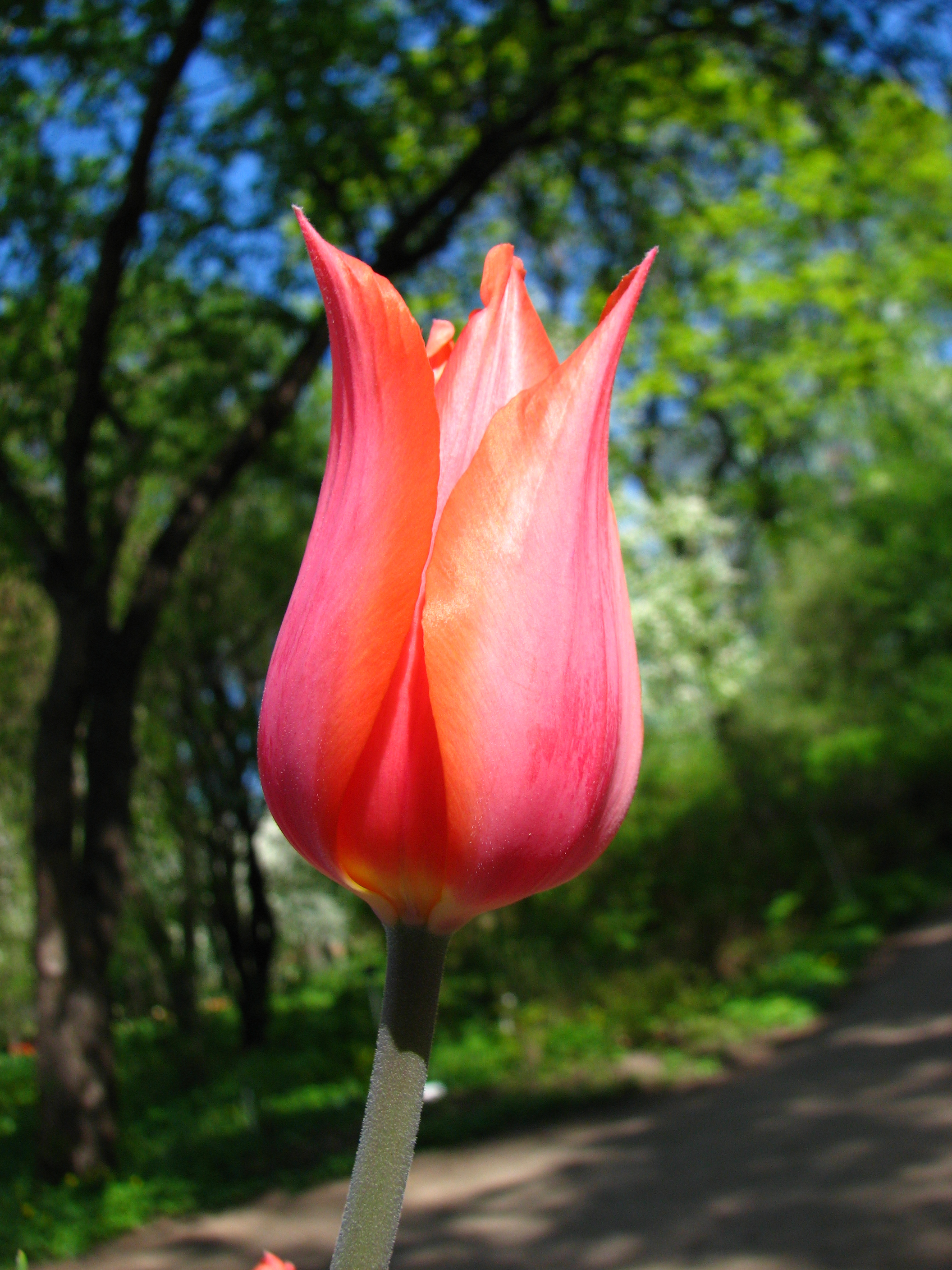
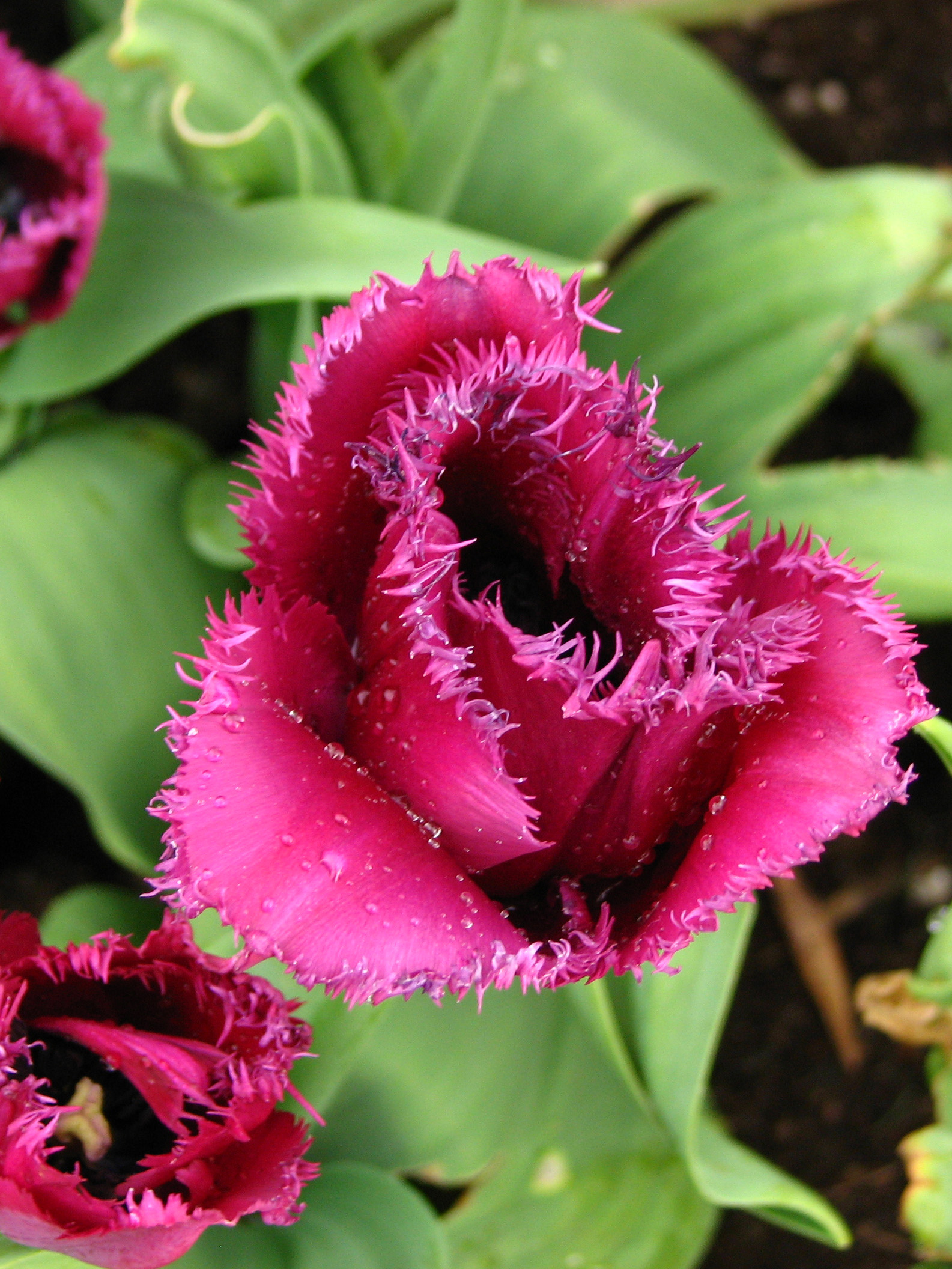
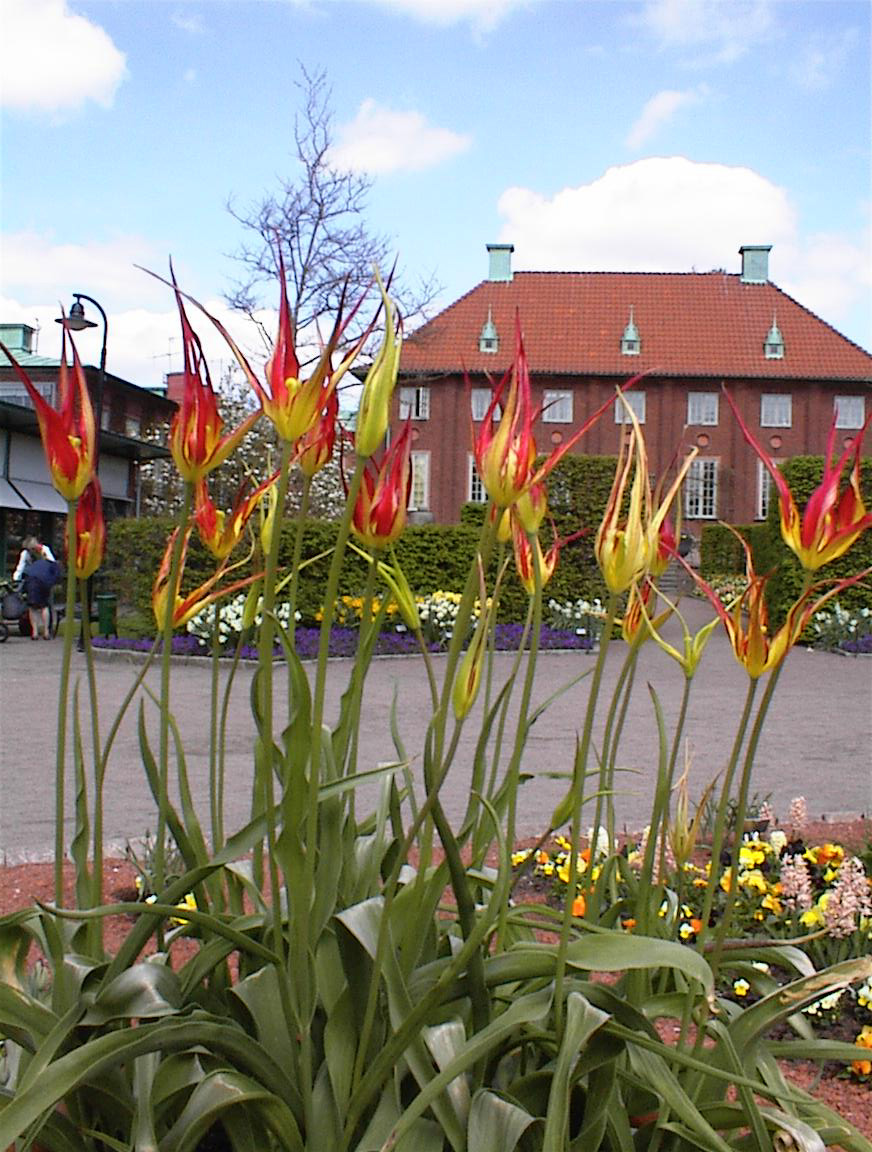
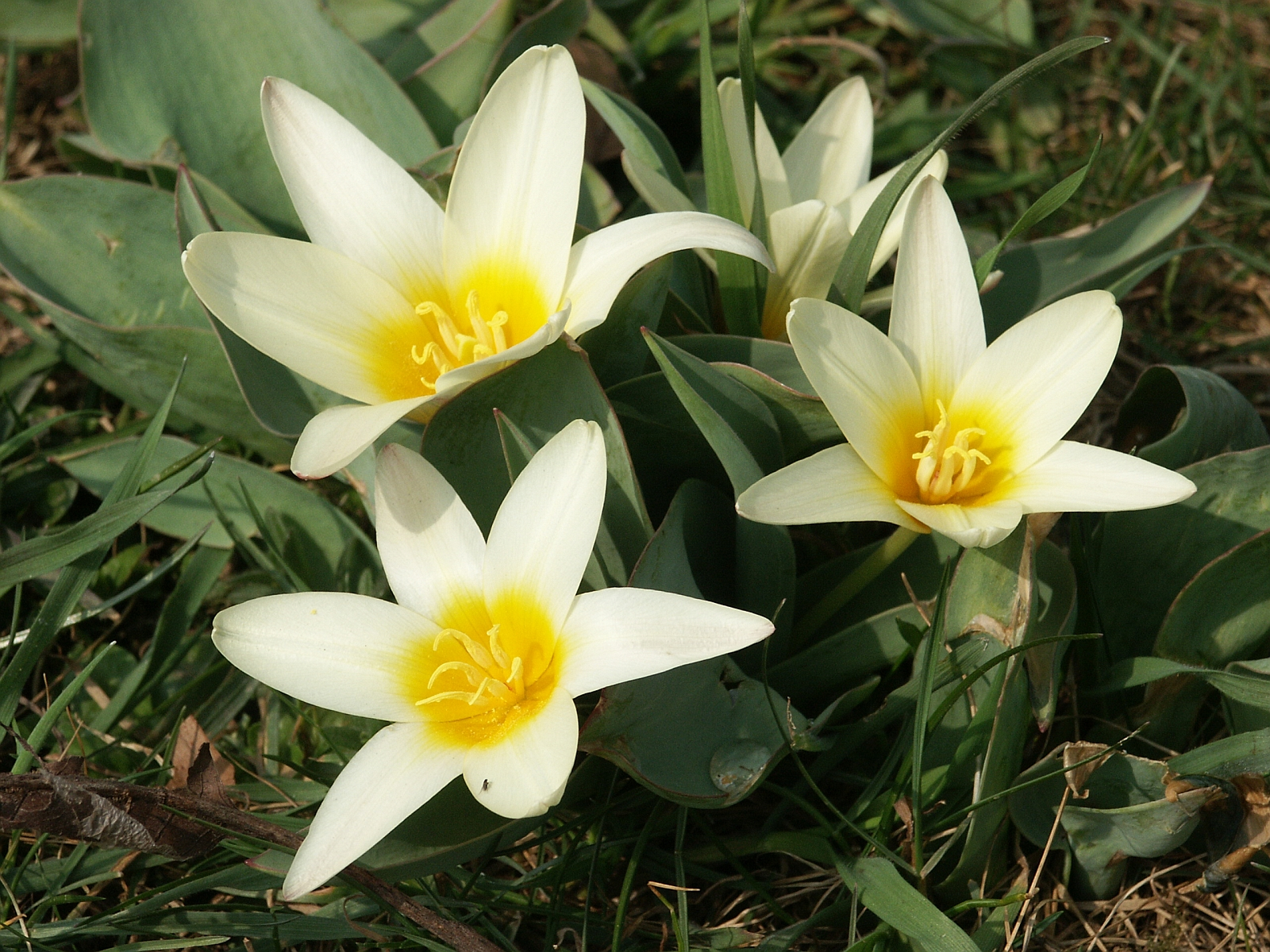

- تک‌پر فنجانی شکل
 single cup–shaped
- پُرپَر قدح شکل
 Double Bowl–shaped
- جام شکل
 Goblet-shape
- حاشیه‌دار
 Fringed
- گلبرگ بلند و باریک
 Long, slender tepalled
- ستاره‌ای
 Star–shaped

### نیازهای محیطی
- دما: گل لاله نسبت به سرما نسبتاً مقاوم است. دمای ایدئال برای ریشه‌دهی ۹ درجه و برای رشد ۱۸–۱۵ درجه سانتیگراد است. پیازهای فورسه شده نباید در محیط خیلی گرم نگهداری شوند، گرما باعث عدم تشکیل گل می‌شود. بهتر است در یک مکان خنک نگهداری شوند.
- رطوبت: معمولاً نیازی به رطوبت هوا ندارد.
- مکان: این گیاه به مکانی آفتابی، دور از باد، و خاک حاصلخیز با زهکش خوب دارای در حدود ۵۰ درصد ماسه و غنی از گیاخاک نیاز دارد. در طی دورهٔ ریشه‌دهی، تاریکی کامل و از زمان ظاهر شدن جوانهٔ گل، نور زیاد لازم‌است. پس از باز شدن گل‌ها می‌توان در داخل منزل در هر محلی قرار داد.
- آبیاری و تغذیه: در محیط داخل آبیاری متوسط کافی است. اگر پیازها را برای سال آینده دوباره استفاده شود لازم است در زمان رویش در بهار با استفاده از کود عمومی تغذیه صورت گیرد.[۱۹]

### تکثیر

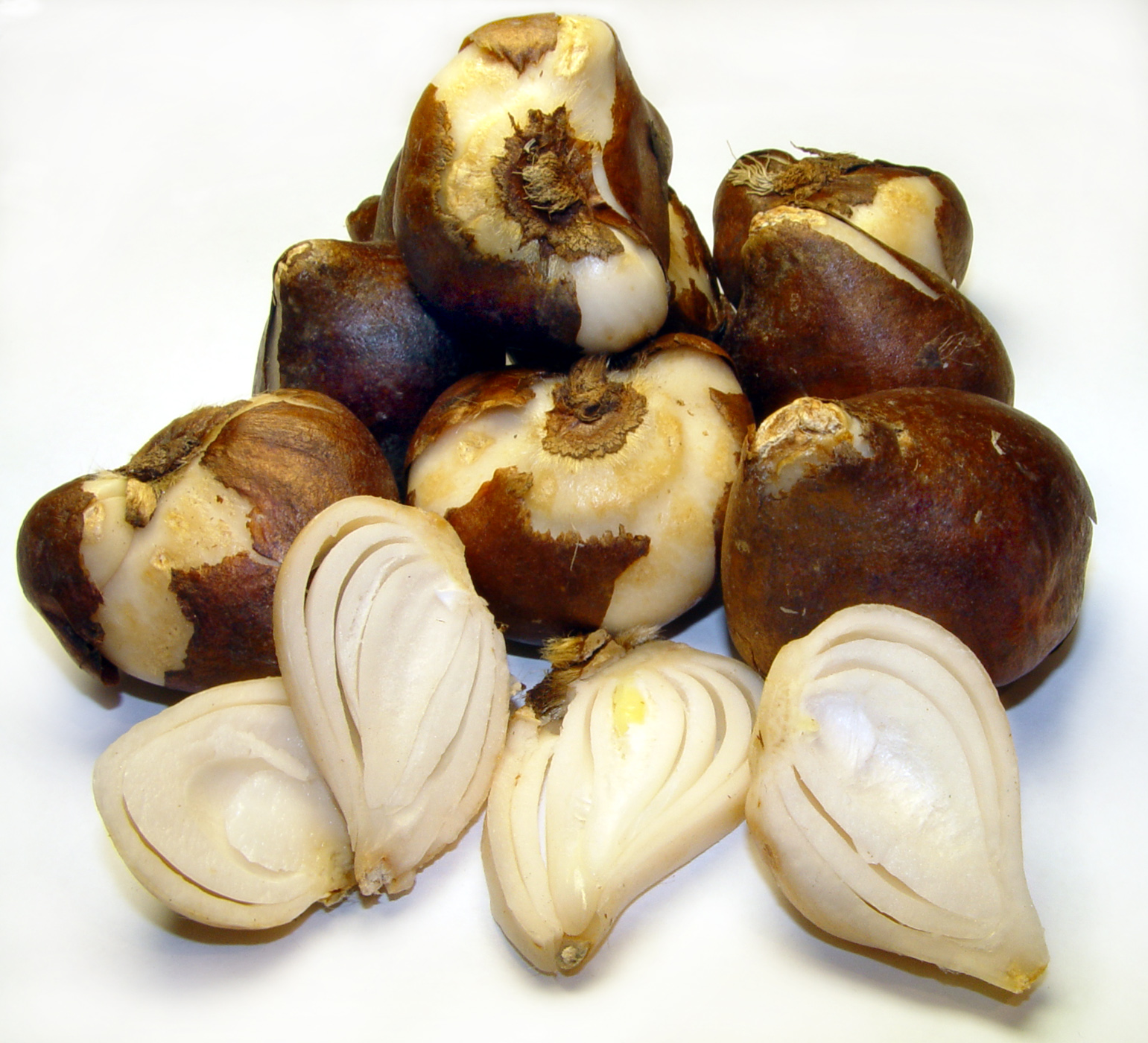
پیاز لالهٔ کبود: زمان مناسب برای کاشت پیاز لاله در اواسط پاییز است.

گل لاله از دو طریق کاشت بذر که تا به گل نشستن آن در حدود ۵ سال زمان لازم است و درآوردن پیاز بوته اصلی از خاک و جدا کردن پیازچه‌های نوچه اطراف پیاز مادری تکثیر و ازدیاد می‌شوند. برای ایجاد ارقام جدید و تازهٔ لاله از روش کاشت بذر استفاده می‌شود. در نواحی خیلی سرد و مرطوب پیازهای لاله باید از خاک بیرون آورده شده و جهت کاشت دوباره در پاییز در انبار نگهداری شوند.
زمان مناسب برای کاشت پیاز لاله در اواسط پاییز است. محل کاشت باید در معرض نور و با آبیاری خوب باشد. زیر درختان برگریز که نصف روز سایه‌است، به خوبی رشد می‌کند. خاک مناسب برای کاشت خاک‌های شنی و رسی به همراه کمپوست است، کمپوست باعث نرم شدن خاک می‌شود. فاصلهٔ کاشت پیاز از سطح خاک به اندازهٔ دو برابر قطر پیاز و فاصلهٔ پیازها از یکدیگر به اندازهٔ سه برابر قطر پیاز است. از نظر زیبایی، کاشت پیازها با شکل‌ها و رنگ‌های متفاوت، در کنار یکدیگر توصیه نمی‌شود و بهتر است پیازهای هم نوع و هم‌رنگ در کنار یکدیگر کاشته شوند. کشت آبی (کاشت در آب) که معمولاً برای کاشت گل سنبل و گل زعفران استفاده می‌شود، در کاشت برخی از انواع کوتاه قد لاله نیز بکار می‌رود. در کشت آبی پیاز در داخل اسفنج طوری قرار می‌گیرد که تنها قسمت انتهایی پیاز در داخل آب باشد.

### آفت‌ها و بیماری‌ها

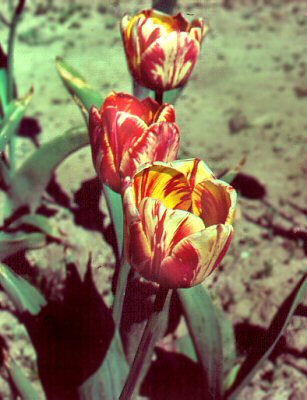
گیاه مبتلا به ویروس شکستگی گل لاله

- پوسیدگی ریشه: ممکن است به علت آلوده شدن به فوزاریوم اوکسیپوروم و فیتیوم در گیاه به‌وجود آید.
- سوختگی: در اثر یک بیماری قارچی به نام آتشک لاله[۲۳] به‌وجود می‌آید، در این حالت برگ‌ها ممکن است کوتاه یا ناقص شوند و ساقه‌ها به یک طرف خم شوند. همچنین بر روی برگ‌ها، لکه‌های مرده با رنگ سبز تیره به‌وجود می‌آید، این لکه‌ها بعد از مدتی به رنگ سفید یا زرد تغییر رنگ می‌دهند.
- انگل: کرم لوله‌ای ساقه و پیاز باعث به‌وجود آمدن قطعه‌های خاکستری تا قهوه‌ای در روی پیاز است. پیاز در صورت آلودگی حالت اسفنجی پیدا می‌کند و وزن پیاز سبک‌تر از حالت طبیعی می‌شود. شته سبز هلو بر روی سطح زیرین برگ یا ساقهٔ لاله به‌صورت انگل زندگی کرده و به گیاه زیان می‌رساند. طول بدن این حشره در حدود ۲ میلیمتر است و به رنگ‌های سفید، زرد و سبز مایل به زرد دیده می‌شود.[۲۴]
- ویروس: ویروس شکستگی گل لاله و ویروس نوار سفید گل لاله ممکن است باعث شکستگی رنگ و رگه‌دار شدن گل‌ها بشوند که در اینصورت گل شکل موزائیکی پیدا می‌کند. تا به حال درمانی برای گیاه مبتلا به ویروس شکستگی گل لاله پیدا نشده‌است. اما می‌توان از نزدیک شدن و رشد عوامل میانجی بیماری مانند شته یا ریشک‌بال به گیاه جلوگیری کرد.[۲۵]
- پوسیدگی گیاه: کپک خاکستری و ریزوکتونیا سولانی از عوامل پوسیدگی گیاه هستند. همچنین پنی‌سیلیوم نیز باعث به‌وجود آمدن پوسیدگی کپکی آبی در گیاه می‌شود.[۲۶][۲۷]

### مواد خوراکی و سمی
میزان مواد قندی یا درجه بریکس در پیاز لاله بسیار بالا است همچنین پیاز لاله دارای مواد نشاسته‌ای‌است، به همین جهت در هلند برخی از انواع آن به عنوان ماده‌ای خوراکی کشت داده می‌شود. علاوه بر این، گلبرگ‌های لاله به صورت خام نیز به عنوان سالاد یا در هنگامی‌که به عنوان تزئین کیک و شیرینی بکار می‌رود، نیز خورده می‌شود. به‌طورکلی به جز انواع شناخته شده و به‌خصوصی که جهت خوردن پرورش داده می‌شوند، گل لاله یک مادهٔ خوراکی به‌شمار نمی‌آید. در تمامی این گیاه مادهٔ شیمیایی سمی به‌خصوصی به نام tulipin وجود دارد که خوردن آن اثرات زیان‌بخشی در قلب ایجاد می‌کند. همچنین تماس با پیاز زخمی لاله باعث تماس با یک مادهٔ شیمیایی به نام تولیپانین Tulipalin A موجود در آن می‌شود که ممکن است علائم آلرژی را در بدن به‌وجود بیاید.
ماده آلفا-متیلن-گاما-بوتیرولاکتون (a-methylene-γ-butyrolactone) یا تولیپانین A در هلند با نام «پنجه لاله» شناخته می‌شود. بررسی‌ها نشان می‌دهند که اعضای سرده لاله در کنار سرده‌های سوسن پرویی (Alstroemeria) و سگ دندان‌ها از جمله گیاهان گلداری هستند که می‌توانند باعث ایجاد حساسیت در انسان شوند.

## تقسیم‌بندی
از لحاظ گیاه‌شناسی لاله به دو گروه بزرگ پرورشی و خودرو تقسیم می‌شود. لاله‌های پرورشی دارای گل‌های بزرگ، جام گل بزرگ‌تر و تنوع رنگی بیشتری نسبت به گل‌های خودرو هستند. لاله‌ها به‌طورکلی در چهار طبقهٔ کلیِ زود گل‌دهنده، میان‌رس، دیر گل‌دهنده و گونه‌ها قرار می‌گیرند.

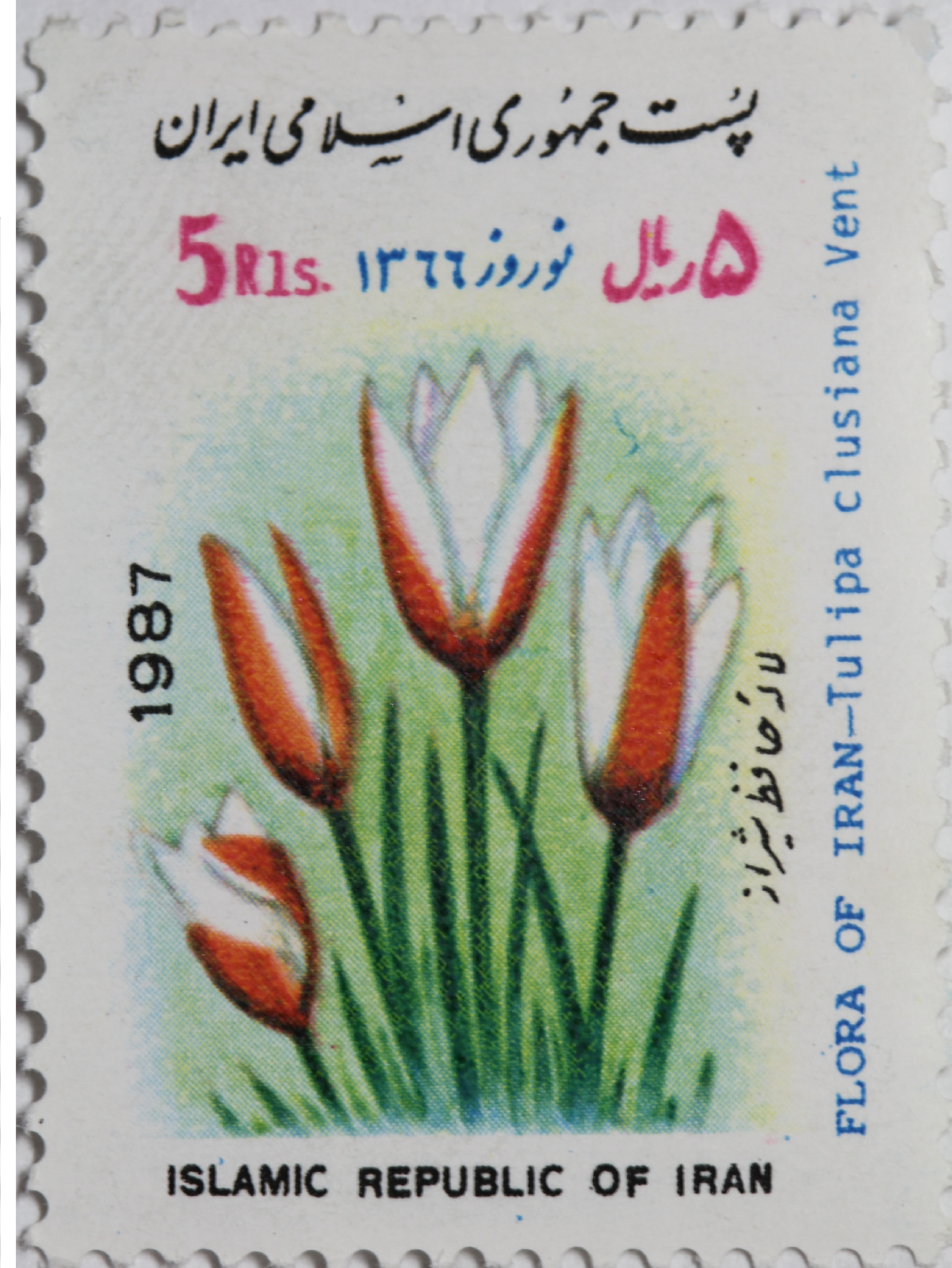
تمبر با تصویر لالهٔ حافظی یا لالهٔ حافظ شیراز چاپ شده در سال ۱۳۶۶ در ایران

گونه معرف گروهی از افراد است که در اکثر صفات اساسی با هم شباهت دارند و در نتیجهٔ جفتگیری، افرادی بارور و مشابه والدین خود به‌وجود می‌آورند. دورگه‌های حاصل از گونه‌های مختلف، اگر هم ببار آیند اغلب عقیم بوده و باروری کمتری نشان خواهند داد. گونه‌هایی که از نظر چندین مشخصهٔ مهم با یکدیگر مشابه باشند تحت نام یک جنس طبقه‌بندی می‌گردند، بنابراین تمام گونه‌هایی که دارای مشخصات زیر باشند متعلق به جنس لاله خواهند بود. «یک پیاز مستور از پوشینه‌های چرم مانند، برگ‌های پراکنده در طول ساقه، یک گل بزرگ و افراشته (راست) با قطعات گلپوش که تا قاعده آزادند و بدون شیارهای نوشگاه و کلاله‌ای که در بالای تخمدان قرار گرفته و در روی یک خامهٔ مشخص واقع نشده‌است.» قواعد نامگذاری گونه‌های لاله به لاتین اینصورت است که قسمت نخست نام سرده یا جنس و قسمت دوم نشاندهندهٔ گونه‌است، برای مثال در لالهٔ خط‌دار (نام علمی: Tulipa micheliana) Tulipa نشاندهندهٔ جنس یا سرده و micheliana نشاندهندهٔ گونه‌است.
لاله در حدود ۱۰۰ تا ۱۵۰ گونه دارد. ۱۹ گونه از گونه‌های لاله از ایران گزارش شده‌است. لاله‌های کوهی، ارومیه، آتشی، خط‌دار، هفت‌رنگ، ریزه، حافظی و بیشه‌زار برخی از گونه‌های بومی ایران هستند.
جنس‌هایی که دارای ویژگی‌های اساسی یکسانی باشند یک تیره یا خانواده را تشکیل می‌دهند بنابراین گیاهان جنس‌های لاله، لالهٔ سرنگون، سنبل و سوسن با ویژگی‌های، «گلپوش شامل سه قطعهٔ خارجی و سه قطعهٔ داخلی که تماماً رنگین و کم و بیش مشابه یکدیگرند، ۶ پرچم و یک تخمدان واقع در بالای محل اتصال قطعات گلپوش» همه تحت تیرهٔ سوسنیان یا با نام مترادف تیرهٔ لاله طبقه‌بندی می‌گردند.
گروه‌ها
از سال ۱۹۸۱ تقسیم‌بندی گل‌های لاله، توسط انجمن سلطنتی پیاز لاله هلند (به انگلیسی: Holland's Royal Trade Association for Nursery Stock and Flower Bulbs) که به اختصار Anthos نامیده می‌شود، آغاز شد و لاله‌ها بر اساس شکل گیاه و شکل و زمان باز شدن گل، به ۱۵ گروه تقسیم شدند. زمانی تعداد جوره‌های لاله بیش از ۸۰۰۰ جوره اعلام شد که از این تعداد ۵۶۰۰ جورهٔ آن در هلند ایجاد شده بودند. پس از آن در سال ۱۹۸۷ میلادی انجمن سلطنتی پیاز لاله هلند در فهرستی به عنوان ثبت بین‌المللی جوره‌های لاله این تعداد را به ۲۴۰۰ جوره کاهش داد. از به بعد هر سال تقریباً در حدود ۵۰ جورهٔ جدید به این فهرست اضافه می‌شود. تمامی انواع لاله را برخی از این جوره‌های ایجاد شده به نام شخصیت‌های حقیقی یا داستانی نامگذاری شده‌اند، به عنوان مثال در سال ۲۰۰۵ میلادی هلند یک نوع لاله را به نام دختر شایسته سابق هند، آیشواریا رای نامگذاری کرد.
زودرس

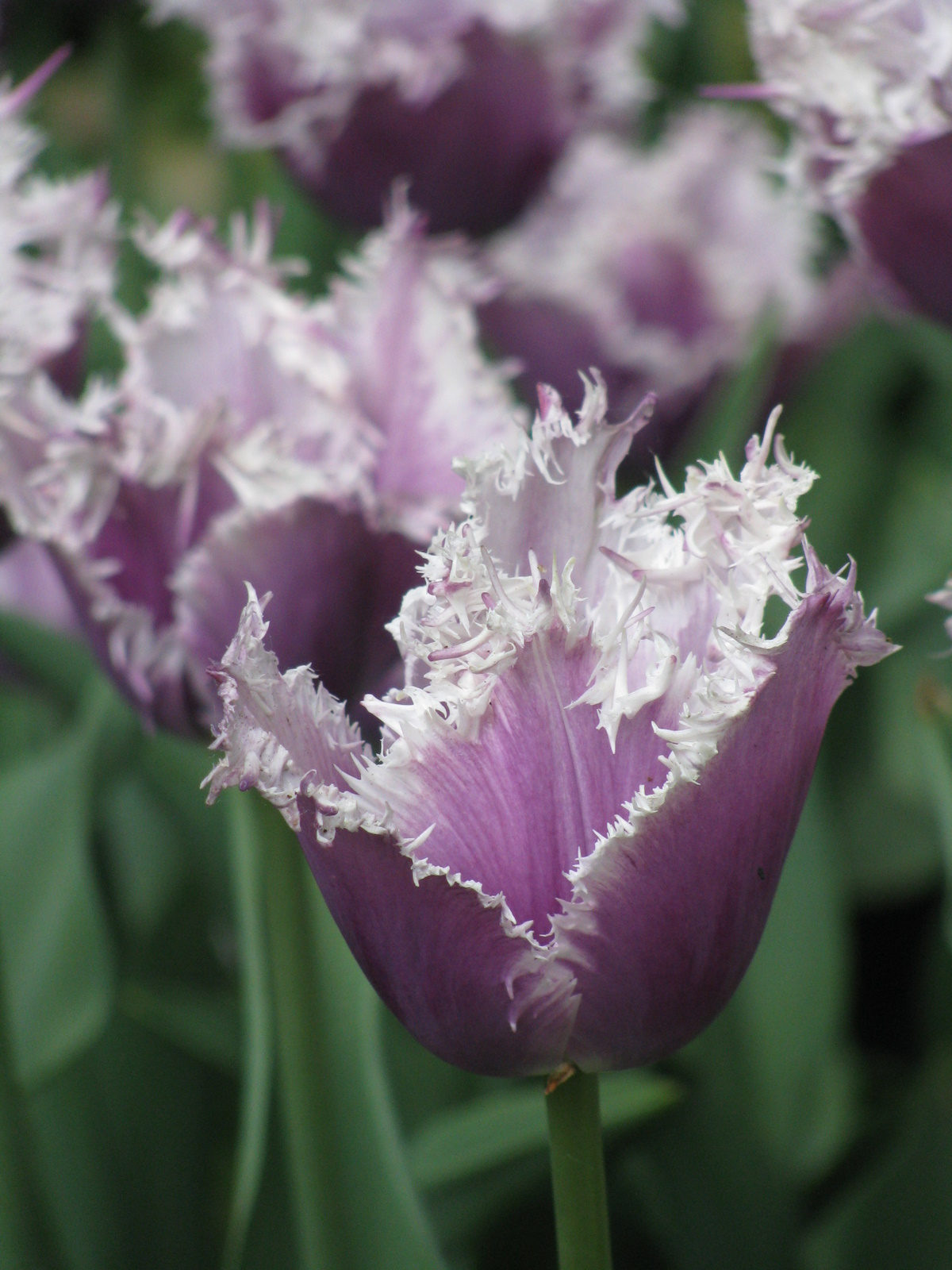
گروه ۷ حاشیه‌دار

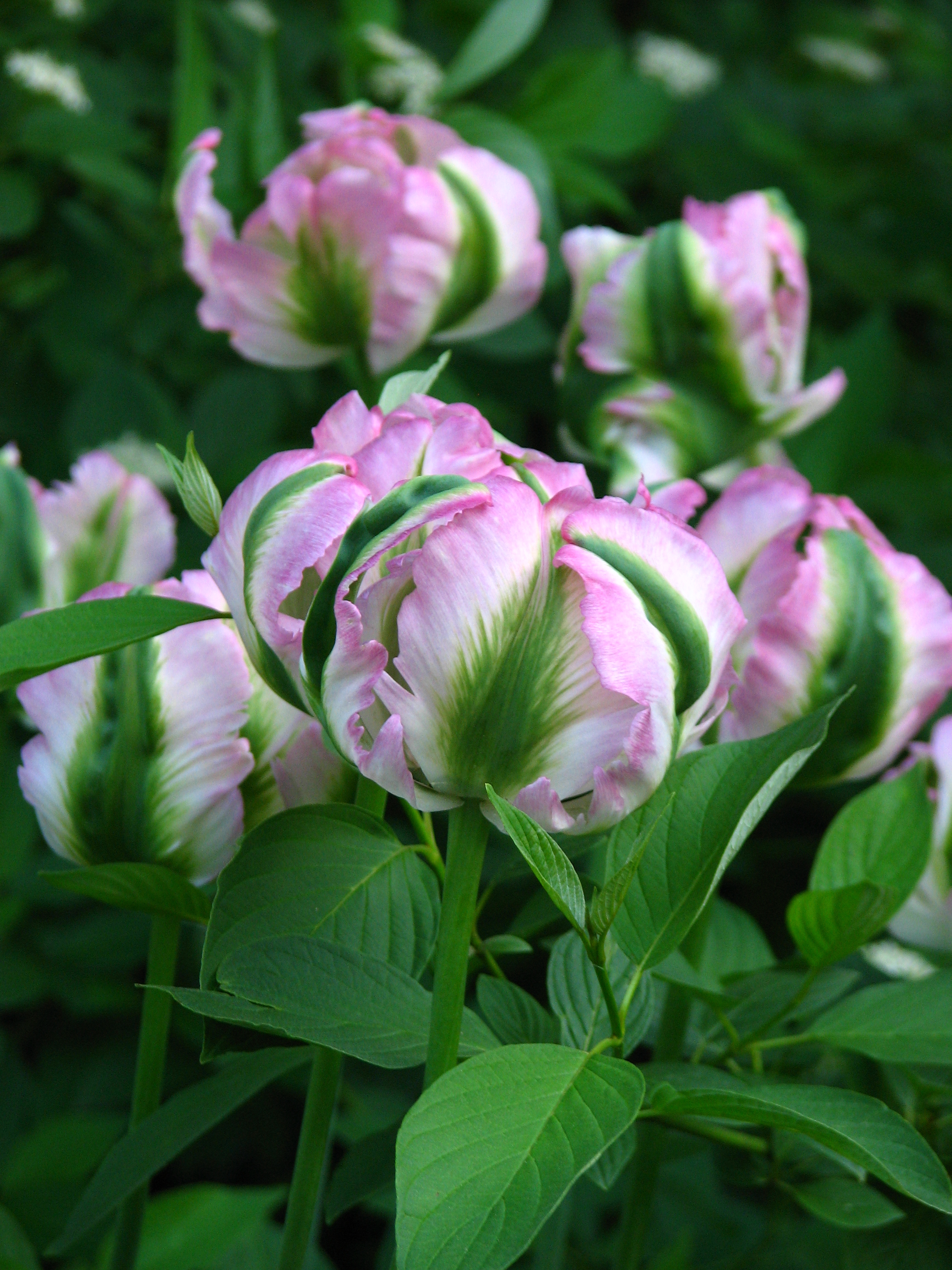
گروه ۸ ویریدی‌فلورا، وجود رگه‌ای از رنگ سبز در قسمت میانی گلبرگ‌های رنگی ویژگی این گروه است.

- گروه ۱ Single early زودرس تَک‌پر: گیاه نسبتاً کوتاه بوده و بین ۴۵–۱۵ سانتیمتر بلندی دارد.[۴۲]
- گروه ۲ Double early زودرس پُرپَر: تعداد گلبرگ‌ها بیشتر از ۶ گلبرگ است.[۴۲]

میان‌رس
- گروه ۳ Triumph پیروزی: از نظر تنوع و تعداد بزرگ‌ترین گروه لاله‌است.[۴۲]
- گروه ۴ Darwin hybrid دورگه داروین: ارتفاع گیاه بین ۷۰–۵۰ سانتیمتر بوده و مناسب بریدن است.[۴۳]

دیررس
- گروه ۵ Single late دیررس تَک‌پر: برخلاف گروه زودرس تَک‌پر طول گیاه بلند است و به ۷۵–۴۵ سانتیمتر می‌رسد.[۴۳]
- گروه ۶ Lily-flowered گل‌سوسنی: ویژگی آن شکل جام مانند آنست.[۴۳]
- گروه ۷ (Fringed (Crispa حاشیه‌دار: در لبه‌های گلبرگ بریدگی‌های بسیار و کم‌عمقی دیده می‌شود.[۴۳]
- گروه ۸ Viridiflora سبز بهاری: شکل نیمه بسته دارند. یا گلبرگ کاملاً سبز رنگ است با حاشیه‌ای از دیگر رنگ‌ها یا رگه‌ای از رنگ سبز در قسمت میانی گلبرگ‌های رنگ‌های دیگر دیده می‌شود.[۴۳]
- گروه ۹ Rembrandt رامبراند: شکستگی رنگی و راه‌راه بودن رنگ‌ها در آنها دیده می‌شود.[۴۳]
- گروه ۱۰ Parrot طوطی: لبه‌های گلبرگ پیچ‌خوردگی دارد و به پر طوطی شباهت دارد.[۴۳]
- گروه ۱۱ Double late دیررس پُرپَر: ظاهر آن به گل صدتومانی شباهت دارد.[۴۳]

گونه‌های مخصوص
- گروه ۱۲ Kaufmanniana لاله نیلوفرآبی: گونهٔ لاله نیلوفرآبی و دورگه‌های (هیبریدهای) منشعب از آن. به گونه‌های خودرو شباهت دارد.[۴۳]
- گروه ۱۳ (Fosteriana (Emperor امپراتور: گونهٔ لاله امپراتور و دورگه‌های منشعب از آن.[۴۳]
- گروه ۱۴ Greigii شنل‌قرمزی: گونهٔ لاله شنل‌قرمزی و دورگه‌های منشعب از آن.[۴۳]

گونه‌ها و جوره‌های باقیمانده
- گروه ۱۵ (Species (Botanical: شامل تمام گونه‌ها و دورگه‌هایی که در گروه‌های بالا تقسیم‌بندی نشده‌اند.[۴۳][۴۴]

## تاریخچه
قدیمی‌ترین آثار باستانی‌ای که در آن نقش لاله به چشم می‌خورد مهرهای برنزی و سنگی‌ای است که از افغانستان به دست آمده‌است و قدمت آنها به بیش از ۲۰ سده پیش از میلاد مسیح برمی‌گردد. همچنین در مُهری استوانه‌ای شکل مربوط به ۲۰–۱۹ سده پیش از میلاد، که از تمدن عیلام در ایران به دست آمده‌است، نقش گل لاله وجود دارد. از زمان تسلط یونانیان بر بلخ در سده‌های دوم تا سوم پیش از میلاد نیز نقش هرکول با یک دسته گل لاله بر دور سر، بر روی سکه‌ای بر جای مانده‌است.
در دوران ساسانیان و در سدهٔ ۵–۳ میلادی، نقش گل لاله در ظروف نقره و مُهرها، با سه گلبرگ به تصویر کشیده‌است اما در آثار سدهٔ ۶–۵ ساسانی، تعداد گلبرگ‌های نقش لاله به ۵ عدد افزایش یافته‌است. یکی از آثار تاریخی مهم به‌جای مانده از سدهٔ ۷ میلادی تاق بستان است. در بالای تاق بزرگ این اثر باستانی، گل لاله با ۵ گلبرگ کنده‌کاری شده‌است.
پس از گسترش اسلام در ایران همچنان عشق و علاقه به این گل در بین مردم ایران، بیش از هر کشور دیگر به چشم می‌خورد. از کشت لاله در سدهٔ ۹ میلادی در باغ‌های اصفهان و بغداد در منابع تاریخی ذکر رفته‌است. در گلستان سعدی و در حدود ۱۲۵۰ میلادی، در وصفی از یک باغ رؤیایی نام لاله به چشم می‌خورد. در طول تاریخ ایران گرچه لاله هرگز ارزش تجارتی شایانی پیدا نکرده‌است اما در مینیاتور، نقش قالی ترانه‌ها و اشعار ایرانی همواره مورد تحسین و توجه قرار داشته‌است.

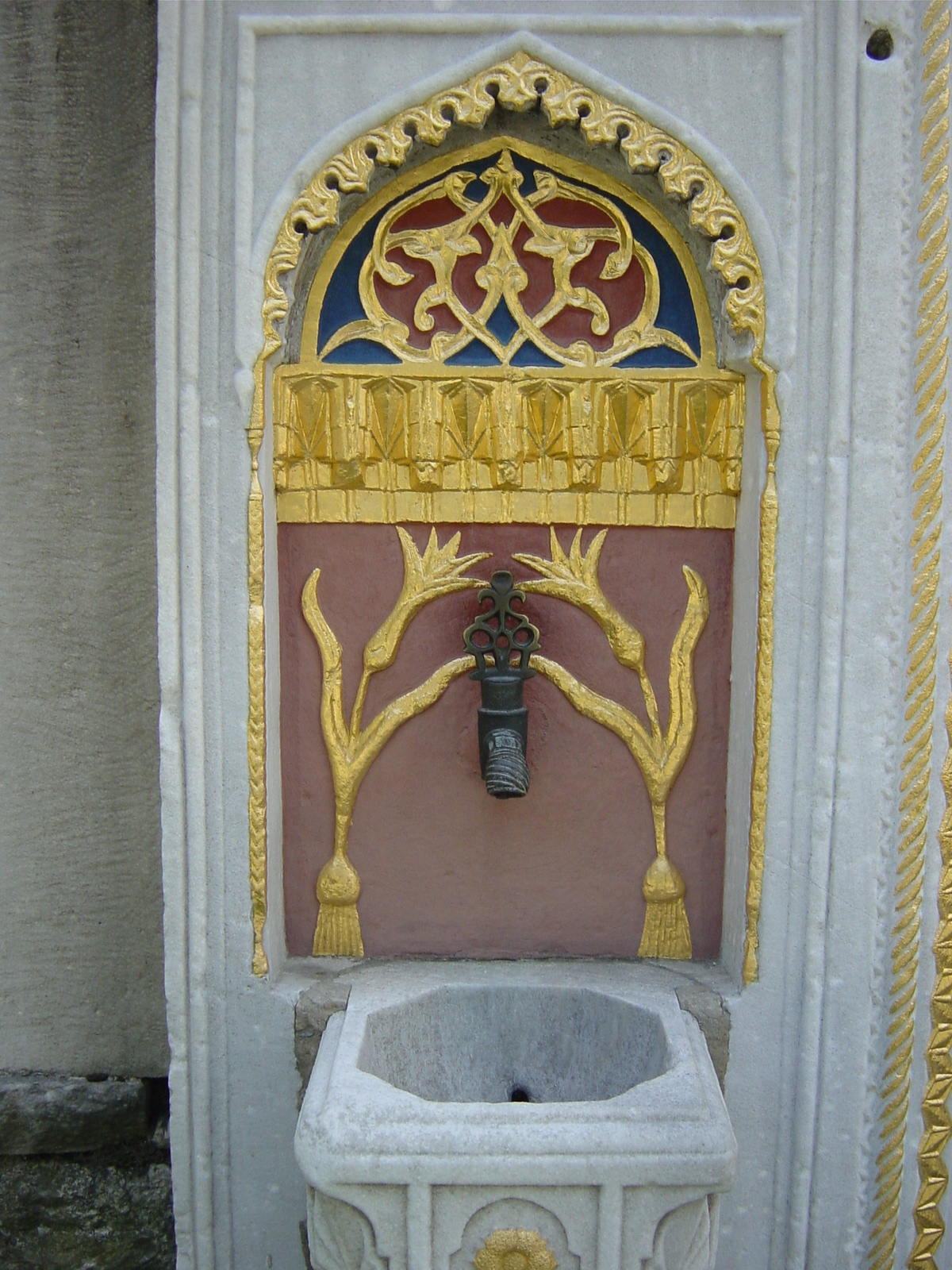
نقش لاله در سرای توپقاپی، دراستانبول

اقوام ترک در اصل ساکنان زادگاه اصلی لاله یعنی آسیای مرکزی بودند. در اواخر سدهٔ ۱۰ میلادی و به هنگام فرمانروایی سلجوقیان این طوایف حرکت خود را به طرف غرب آغاز کردند. بر اساس برخی فرضیه‌ها این اقوام بودند که همراه با مهاجرت خود گل لاله را به کشور ترکیه کنونی منتقل کردند. در زبان ترکی نیز مانند فارسی این گل را lale لاله می‌نامند. محمد دوم ملقب به محمد فاتح شاهی بود که در سال ۱۴۵۳ میلادی توانست امپراتوری بیزانس را شکست دهد. او بسیار به باغبانی علاقه‌مند بود و باغ‌های بسیاری ایجاد کرد. این علاقه به حدی بود که تعداد کسانی که از باغ قصر او مراقبت می‌کردند ۹۲۰ نفر ذکر شده‌است. از زمان محمد دوم بکار بردن نقش گل لاله در سقف یا ساختمان مساجد بسیار رایج شد. در سرای توپقاپی در استانبول ۲۷۶ نوع طرح لاله نقش شده‌است. در سدهٔ ۱۶ میلادی کاشت لاله در منازل مردم عادی در ترکیه رایج شد و انواع اصلاح یافته و جدید آن به‌وجود آمد. در میان این انواع نوعی که بیش از همه محبوب بود نوعی لاله با گلبرگ‌های بلند و نوک تیز، شمشیر مانند بود که به نام لالهٔ استانبول شهرت داشت. در همین زمان بود که زیبایی این گل در قصرهای شهر استانبول، نظر اروپائیان را به خود جلب کرد.
از ۲۱ ژوئیه ۱۷۱۶ تا سپتامبر ۱۷۳۰ (۱۱۰۹)، در زمان پادشاهی احمد سوم (۱۷۳۰–۱۷۰۳ میلادی) در امپراتوری عثمانی به «عصر لاله» معروف است. در این دوران بار دیگر علاقه و توجه به گل لاله در ترکیه بالا گرفت و پیاز لاله که قبلاً از ترکیه به اروپا فرستاده شده و انتشار پیدا کرده بود، این بار از اروپا به ترکیه وارد شد و کاشتن گل لاله از قصرها گرفته تا تمامی نقاط کشور رایج بود. به همین علت نام این عصر، لاله نامگذاری شده‌است. در این عصر ساختن قصر و باغ قصر و دیگر تجملات درباری در امپراتوری عثمانی به اوج خود رسید که بالا رفتن هزینه‌ها، تورم و نارضایتی مردم را در پی داشت. سرانجام در طی شورش خونینی که به رهبری پاطرونا خلیل درگرفت، داماد ابراهیم پاشا نخست‌وزیر و معمار اصلی عصر لاله کشته شد، و احمد سوم نیز از پادشاهی خلع شد. پس از برکناری احمد سوم در سال ۱۷۳۰ میلادی فرهنگ علاقه به گل لاله در ترکیه بسیار کم‌رنگ شد و نسل انواع بسیاری از گل‌های لاله استانبول برای همیشه از بین رفتند.
نقش لاله قبل از سدهٔ ۱۶ میلادی در اروپا یافت نشده‌است. در سدهٔ پانزدهم میلادی سفیران و بازرگانان بسیاری از کشورهای اروپائی در پایتخت عثمانی اقامت داشتند. آشنایی با فرهنگ باغ‌سازی در این شهر بر روی اروپائیان که تنها با باغ‌های گیاهان دارویی آشنا بودند، تأثیر بسیاری گذاشت.
نام بوسبکیوس سفیر امپراتور روم، فردیناند یکم، در دربار سلطان سلیمان یکم به عنوان اولین کسی که بذر لاله را در سال ۱۵۵۴ میلادی، با خود به وین برد، ثبت شده‌است. همچنین گفته می‌شود که لاله‌های پرورشی کنونی به وسیلهٔ ترک‌ها از ایران به اروپا برده شده‌اند ولی در حقیقت وطن اصلی آنها تا حدودی غیر مشخص است.

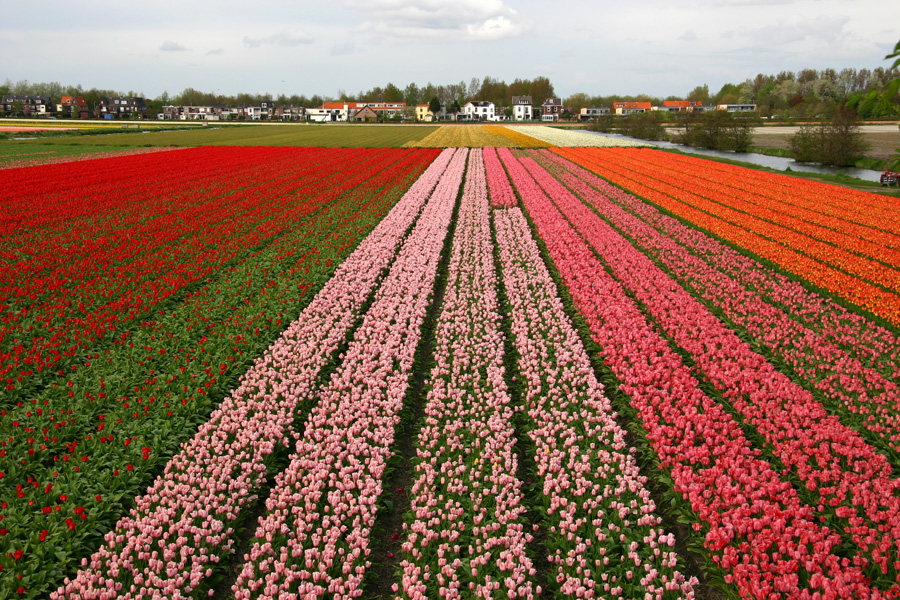
کشت لاله در هلند

در سال ۱۵۶۲ میلادی برای نخستین بار لاله به کشور هلند وارد شد. هلندی‌ها در اوایل قرن هفدهم شهرت گل لاله را به آنجا رساندند که در سال ۱۶۳۴ میلادی جنون پولسازی از گل لاله شروع گردید. و چنان دچار بورس‌بازی در بین مردم رایج شد که یک پیاز جدید و نادر قیمتی معادل با قیمت خرید دو خانه در آن زمان پیدا کرد. از این دوران سندی بر جای مانده که یک عدد پیاز لاله در ازای یک کارخانهٔ آبجوسازی مبادله شده‌است. این دوران به جنون گل لاله یا شوق لالهٔ هلندی موسوم است. پس از مدت کوتاهی از ورود لاله به هلند، تقاضا برای انواع متفاوت رنگ لاله، از عرضه پیشی گرفت و و قیمت‌ها برای پیازهای نادر شروع به افزایش گذاشتند. اوج گرمی بازار لاله در هلند بین سال‌های ۱۶۳۳–۱۶۳۷ بود. قبل از ۱۶۳۳ تجارت گل لاله در هلند، به تولیدکنندگان و کارشناسان حرفه‌ای، محدود شده بود، اما قیمت به‌طور پیوسته رو به افزایش، باعث وسوسهٔ بسیاری از خانواده‌های معمولی طبقه متوسط و فقیر برای وارد شدن به بازار خرید و فروش پیاز لاله شد. مردم خانه‌ها، املاک و اموال خود را برای پیش خرید پیاز لاله وثیقه قرار می‌دادند و قیمت پیازها پیوسته رو به افزایش بود. سرانجام در سوم فوریه ۱۶۳۷ دوران حباب اقتصادی پیاز لاله در هلند پایان یافت و عواقب آن، ورشکستگی مالی برای بسیاری از خانواده‌های هلندی معمولی بود.
پس از شهرت یافتن بحران اقتصادی هلند، بسیاری از مردم کشورهای دیگر مایل به دیدن گلی شدند که اینچنین توانسته بود مردم هلند را شیفته و شیدای خود کند و صادرات پیاز لاله رو به افزایش گذاشت. از نیمهٔ دوم سدهٔ نوزدهم میلادی کاشت لاله در مزارع بسیار بزرگ هلند رایج شد و همچنین پژوهش‌گران هلندی موفق به ایجاد جوره‌های جدید و زیبای لاله شدند.

## در فرهنگ و هنر

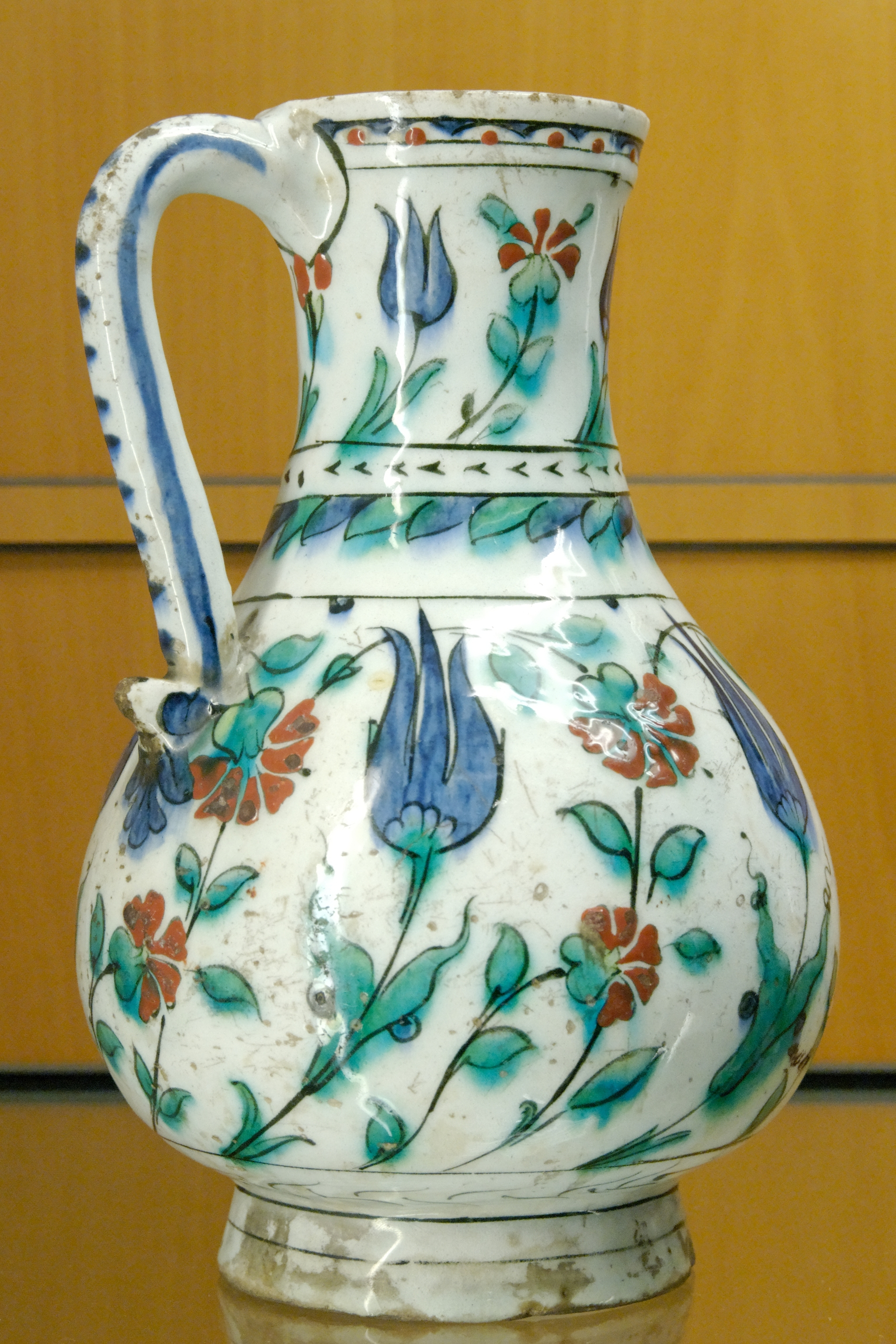
نقش گل لاله بر روی یک پارچ سفالی ترکی

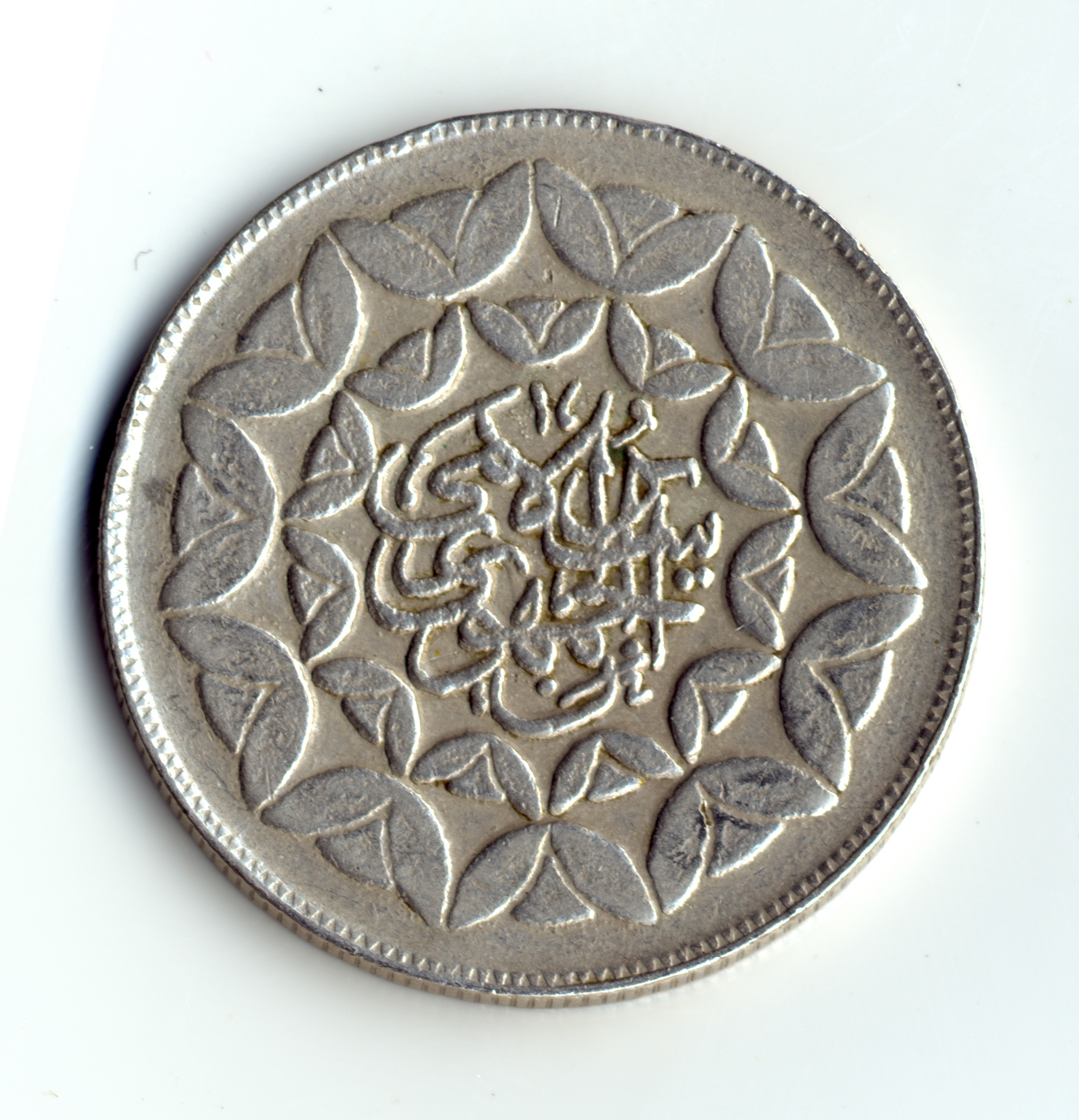
۲۲ گل لاله به پاسداشت ۲۲ بهمن ۱۳۵۷ روی سکه ۲۰ ریالی ضرب شده در سال ۱۳۶۰

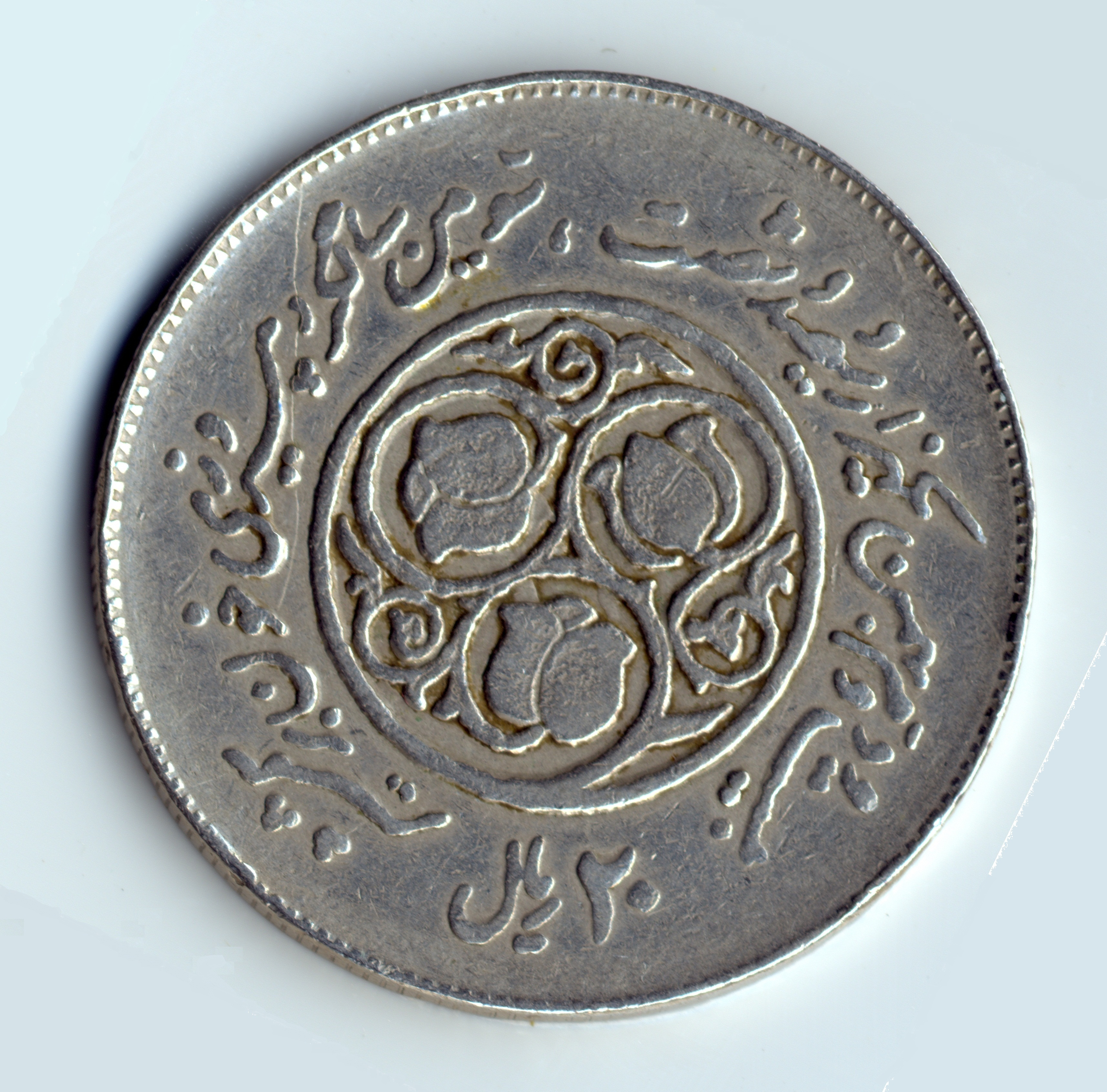
۳ گل لاله به پاسداشت سومین سالگرد انقلاب ۱۳۵۷ ایران

لاله گل ملی ایران‌است. به غیر از ایران، گل ملی کشورهای افغانستان، ترکیه، هلند، مجارستان و بلژیک نیز لاله‌است. در ایران لاله یکی از نام‌های دختران است و بنا بر آمار ادارهٔ ثبت احوال کشور در سال ۱۳۹۱ فراوانی نام آن ۲۲٬۱۶۸ نفر در ایران بوده‌است.
در بین کشورهای اسلامی گل لاله در فرهنگ دو کشور ایران و ترکیه نفوذ عمیقی دارد. علی‌رغم اینکه مردم هر دو کشور علاقهٔ مشابه‌ای نسبت به این گل از خود نشان می‌دهند، تأثیر این علاقه در هنر دو کشور متفاوت بوده‌است. در فرهنگ ترکی نام لاله در ادبیات این کشور نمود کمتری نسبت به ایران دارد اما تصویر نقاشی شدهٔ این گل در آثار هنری ترکیه بسیار دیده می‌شود.
در نقاشی‌های ایرانی و همچنین صنایع‌دستی این کشور نقش گل لاله به ندرت مشاهده می‌شود. اما گل لاله به عنوان مشهورترین گل خودرو، تا آنجا در فرهنگ و ادب فارسی نفوذ و حضور یافته که بسیاری از شاعران با وجود زندگی در محیط‌های خشک و بیابانی لاله را می‌شناختند. در کهن‌ترین نمونه‌هایی که از فارسی به‌جای مانده، ده‌ها تعبیر و تصویر و کنایه و استعاره همانند لاله‌فام، لالهٔ داغدار، لاله‌پوش، لاله‌رخ، لاله‌زار، لاله‌گون و لاله‌سار (نام یک نوع مرغ) دیده می‌شود.
در ادب فارسی لاله در اغلب موارد مظهر رنج و گداز عشق است. گاه به خاطر سیاهی مدوری که چون داغی در وسط جام آن است به دل سوختهٔ عاشق تعبیر شده‌است. در بسیاری جاها زخم خون‌آلود را بدان تشبیه کرده‌اند. در معدودی موارد به نشانه قدح و می به کار رفته‌است. به جهت سرخی و لطافت، گاهی صورت معشوق به آن تشبیه شده‌است. در تعبیرات شاعرانه لاله از خون می‌دمد و طُرفه اینجاست که لاله بر گورها فراوان می‌روید، چنان‌که از خون فرهاد لاله دمید.
در روایات شیعه سخن از دشت کربلا می‌رود که از خون شهدا لاله‌گون شده‌است. در ایران لاله سمبل شهادت است و به استعاره دلالت بر شخص ایثارگری دارد که در راه آرمان دینی یا ملی به شهادت رسیده‌است. از سرودهای انقلابی مشهور ایران که در آن شهید به لاله تشبیه شده‌است می‌توان به سرود به لالهٔ در خون خفته شهیدِ دست از جان شسته سرودهٔ مجتبی میرزاده اشاره کرد. همچنین عنوان تصنیف عارف قزوینی در رثای شهیدان راه آزادی که مربوط به انقلاب مشروطه می‌باشد "از خون جوانانِ وطن لاله دمیده " است که مصرعی از آن تصنیف است.
در هلند افسانهٔ به‌وجود آمدن گل لاله بدین صورت آمده‌است:

سه شوالیه خواستار ازدواج با دختر زیبایی بودند. شوالیهٔ اول تاج طلا، دیگری شمشیر و آخرین شوالیه یک گنج به او پیشکش کردند. دختر هر چه فکر کرد نتوانست از میان این سه نفر یکی را برگزیند. او از روح گل‌ها درخواست کرد که او را به یک گل مبدل کند. تاج طلا به جام گل، شمشیر به برگ و گنج به پیاز گل تبدیل شد و این گل لاله نام گرفت.

کتاب لالهٔ سیاه نوشتهٔ الکساندر دوما نویسندهٔ فرانسوی از آثار ادبی برجستهٔ ادبیات جهان به‌شمار می‌آید. دوما این داستان را در مورد وضعیت سیاسی هلند در سال ۱۶۷۲ نوشته‌است و حوادث داستان آن پیرامون پرداخت جایزه به مبلغ صد هزار سکهٔ طلا برای ایجاد لاله به رنگ سیاه خالص است.
در زبان گل‌ها لاله بر اساس رنگ دارای معانی متفاوتی‌است. لالهٔ قرمز به معنای اعتراف به عشق، لالهٔ زرد به معنای عشق بی‌امید و لالهٔ سفید به معنای عشق از دست رفته‌است.
جشنواره‌های لاله
از جشنوارهٔ لاله کانادا به عنوان بزرگ‌ترین جشنواره لاله در سراسر جهان نام برده می‌شود، این جشنواره هر ساله در ماه مه در شهر اتاوا برگزار می‌شود. تاریخچه کاشت لاله در این شهر به حمایت کانادا از خانوادهٔ سلطنتی هلند در جریان جنگ جهانی دوم بازمی‌گردد، در سال ۱۹۴۲، پرنسس جولیانا وارث قانونی تاج و تخت هلند در آن زمان به همراه دو دختر کوچک خود، از مخفی‌گاه خود در انگلستان، به پایتخت کانادا، اتاوا پناه برد و در سال ۱۹۴۳ دختر سوم ملکه، پرنسس مارگریت در همین شهر متولد شد. پس از پایان جنگ و بازگشت خانوادهٔ سلطنتی به هلند، ملکه برای ابراز قدردانی خود به شهروندان اتاوا ۱۰۰٫۰۰۰ پیاز به این شهر اهدا کرد. در همان زمان، او وعده داد که در طول عمر خود هر ساله اهدای پیاز لاله را، برای نشان دادن قدردانی از مهمان‌نوازی مردم کانادا ادامه دهد.
در آسیا بزرگ‌ترین پارک لاله باغ لاله یادبود ایندریا گاندی نام دارد و در شهر سرینگر در ایالت کشمیر هند واقع شده‌است. هر ساله در ماه آوریل، جشنواره گل لاله در این پارک برگزار می‌شود. در ایران نیز جشنوارهٔ لاله آسارا از سال ۱۳۷۷ خورشیدی هر ساله در باغ لاله گچسر واقع در کیلومتر ۵۳ جادهٔ کرج - چالوس واقع در روستای گرماب برگزار می‌شود. در این جشنواره در حدود ۶۰۰٬۰۰۰ لاله به نمایش گذاشته می‌شود. این جشنواره در سال ۱۳۹۱ در حدود ۵۰۰٬۰۰۰ هزار نفر بازدید کننده داشته‌است.

## اهمیت اقتصادی

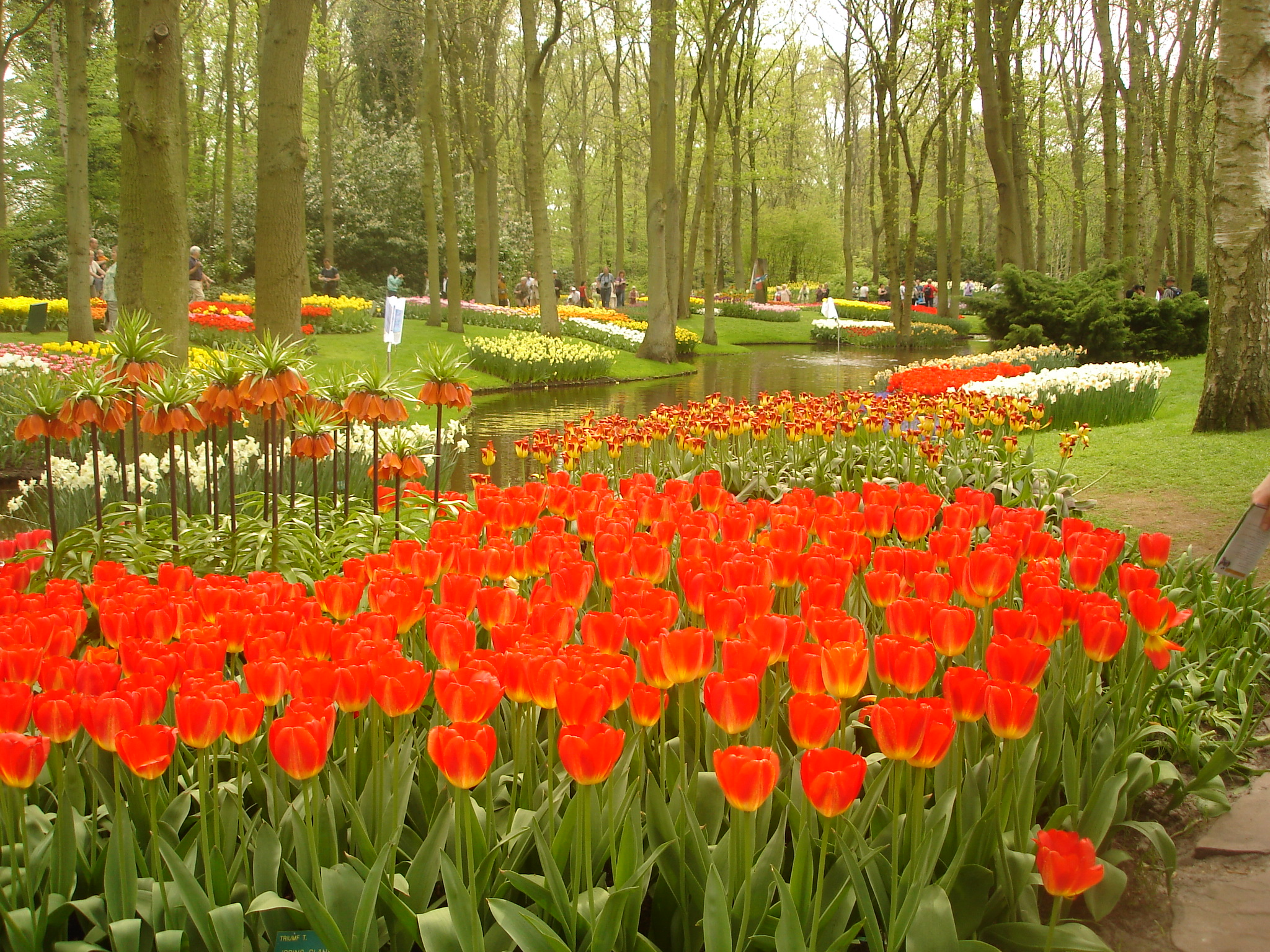
نمایی از پارک کوکنهوف در هلند

در سال ۱۳۸۸ خورشیدی در حدود ۳۰۰ هزار پیاز لاله از ایران به کشورهای آسیای مرکزی صادر شده که این امر سبب اشتغال‌زایی ۱۰۰ نفر شده‌است. این در حالی است که ترکیه تنها رقیب ایران در صادرات پیاز گل لاله در آسیا، سالانه ۶۰ میلیون پیاز لاله به کشورهای آسیایی صادر می‌کند.
در حال حاضر از نظر تولید و صادرات پیاز و گل شاخه‌ای لاله هلند جایگاهی یگانه در بین کشورهای جهان دارد. بر طبق آمار صادرت پیاز لاله از هلند، در سال ۱۹۹۴ میلادی، ۲ میلیارد پیاز به ۸۰ کشور جهان بوده‌است. در سال‌های اخیر هر ساله در حدود ۳ میلیارد پیاز لاله در هلند تولید می‌شود که دو سوم آن یعنی ۲ میلیارد پیاز به دیگر کشورها صادر می‌شود.همچنین از نظر صنعت جهانگردی شهرت این کشور به داشتن گل لاله تأثیر زیادی بر جذب جهانگردان خارجی داشته‌است. پارک کوکنهوف که به باغ اروپا نیز مشهور است معروف‌ترین و بزرگ‌ترین پارک لاله در جهان به‌شمار می‌آید. این پارک در شهر لیسهٔ هلند قرار دارد. این پارک هر ساله از اواخر ماه اسفند تا اواخر ماه اردیبهشت به مدت ۲ ماه بازگشایی می‌شود. در طی این دوماه در حدود ۸۰۰ هزار نفر که ۷۰ درصد آنان را جهانگردان خارجی تشکیل می‌دهند، از این پارک بازدید می‌کنند.